# Floridictis
Floridictis — вимерлий рід хижих, що знайдений у таких країнах: США (Флорида, Вайомінг) (2 колекції). Рід містить такі види: Floridictis kerneri Floridictis petersoni.